# Sloughi
Sloughi är en hundras med Marocko som hemland. Den är en vinthund vars traditionella användningsområde är hetsjakt.

## Historia
Sloughin anses stå nära salukin från Mellanöstern men finns bara som korthårig. Dess ursprungsområde är Maghreb-regionen. Den har särskilt varit berbernas jakthund. Den första beskrivningen gjordes av den franske generalen Eugène Daumas (1804-1871) vid mitten av 1800-talet. Redan vid sekelskiftet 1800/1900 importerades de första sloughi till Europa. Den första rasstandarden skrevs i Frankrike 1925. Frankrike räknades som rasen ursprungsland ända till 1973 då ansvaret överfördes till kennelklubben i Marocko.

## Egenskaper
Sloughin uppskattar sina promenader och tillfälle att springa lös. De är av naturen relativt lydiga och kan även uppskatta agility och lydnadsträning. Lure coursing är ett substitut för den hos oss otillåtna jakten. Lure coursing är en tävlingsform av simulerad jakt som arrangeras av Svenska Vinthundklubben. Även kapplöpning är en aktivitet som rasen uppskattar. 
I hemmiljö är sloughin lugn och bekväm, den brukar ha nog vaktinstinkt för att tala om när det kommer någon. Mot främmande människor är sloughin ofta reserverad, men bara till dess att den har lärt känna personen. Rasen är mycket fäst vid sin familj. Sloughi är full av energi och vill få utlopp för denna genom att springa lös. Långa promenader och cykelturer är utmärkt motion. Sloughin tycker inte om att lämnas ensam och är ofta väldigt emotionellt bunden till en person i familjen.

## Utseende
Hanhundens storlek är mellan 66 och 72 cm, tiken 61–68 cm i mankhöjd, vikt 18–30 kg. 
Rasen förekommer i färgerna sand, brindle och med svart mantel. Svart mask (markering) i ansiktet förekommer ofta. Pälsen är kort, saknar underull, fäller lite och luktar inte hund.

## Hälsa
Det finns få sjukdomar i rasen, konstaterade fall av ögonsjukdomen PRA (progressiv retinal atrofi) förekommer, men detta kan kontrolleras genom tester. Sloughin blir ofta gammal.